# Krangparty
Krangparty var ett svenskt demo- och LAN-party som drevs av den ideella föreningen Krang Organzation. Krangparty arrangerades en gång per år i Nordichallen i Sundsvall, fram till Krangparty 12 i maj 2006 då ungefär 1900 betalande besökare deltog varav 1300 medförde dator.
Krangparty arrangerades första gången 1997 på Söråkers folketshus, men gick då under namnet Strange fram till 2000. Vid namnbytet från Strange till Krangparty byttes även lokalen till Nordichallen.
| Act                          | År   | Plats                            | Platser |
| ---------------------------- | ---- | -------------------------------- | ------- |
| Strange                      | 1997 | Söråkers Folkets Hus             | ?       |
| 2 Strange                    | ?    | Söråkers Folkets Hus             | ?       |
| 2 Strange 2                  | ?    | Söråkers Folkets Hus             | ?       |
| 2 Strange 4 u                | ?    | Söråkers Folkets Hus             | ?       |
| Strange 5 (Krangparty 1 (5)) | 1999 | Söråkers Folkets Hus             | ?       |
| Krangparty 6                 | 2000 | Nordichallen, Sundsvall, Sverige | ?       |
| Krangparty 7                 | 2001 | Nordichallen, Sundsvall, Sverige | ?       |
| Krangparty 8                 | 2002 | Nordichallen, Sundsvall, Sverige | ?       |
| Krangparty 9                 | 2003 | Nordichallen, Sundsvall, Sverige | ?       |
| Krangparty 10                | 2004 | Nordichallen, Sundsvall, Sverige | ?       |
| Krangparty 11                | 2005 | Nordichallen, Sundsvall, Sverige | ?       |
| Krangparty 12                | 2006 | Nordichallen, Sundsvall, Sverige | 1440    |

### Fotnoter
1. ↑  ”Klart för kraftfullt Krangparty”. Sundsvalls tidning. 4 maj 2005. http://www.st.nu/noje/klart-for-kraftfullt-krangparty. Läst 10 december 2015.